# Haugsdorf (Herrschaft)
Die Herrschaft Haugsdorf war eine Grundherrschaft im Viertel unter dem Manhartsberg im Erzherzogtum Österreich unter der Enns, dem heutigen Niederösterreich.

## Ausdehnung
Die Herrschaft bestand weiters aus Kleinriedenthal als freiherrliche von Kirchberg´sche Stiftungsfondsherrschaft und umfasste zuletzt die Ortsobrigkeit über Haugsdorf, Kleinriedenthal, Augenthal und Kleinhaugsdorf. Der Sitz der Verwaltung befand sich in Haugsdorf.

## Geschichte
Letzter Inhaber der Herrschaft war der freiherrliche von Kirchberg´sche Stiftungsfonds (heute: Freiherr von Kirchberg-Stiftung), der durch Johann Edlen von Schnetter und Georg Ritter von Mitis verwaltet wurde. Im Wege der Reformen 1848/1849 wurde die Herrschaft aufgelöst.